# Gulfstream V
Le Gulfstream V (ou G-V ou GV) est un avion d'affaires conçu par la compagnie Gulfstream Aerospace. Il est utilisé par l'armée américaine sous le code d'identification C-37A.

## Conception et développement
Le G-V effectue son premier vol en 1995. Il est certifié en 1997. Il est l'un des premiers avion d'affaires ultra-long courrier (~6 000 milles nautiques, ou 11 000 km). Capable de transporter 16 personnes dans une configuration standard, le GV est, au moment de son entrée sur le marché, l'avion d'affaires ayant le plus grand rayon d'action. 
La production totale du Gulfstream V est de 191 appareils.

## C-37A
Désigné C-37A par les Forces aériennes américaines, le Gulfstream V effectue des missions pour le gouvernement et les officiels du département de la Défense américaine. La garde côtière américaine utilise également deux C-37A pour le transport du commandant de la garde côtière en janvier 2016. La marine américaine utilise, elle aussi, un C-37A.
L'appareil est muni d'un système de gestion de vol par satellite international de type GPS. Le C-37A est capable de voler à une altitude de croisière de 51 000 pieds (14 500 mètres). Il est aussi équipé d'un radar météorologique, d'un autopilote et d'un affichage tête haute multifonction intégré pour le pilote. Pour les besoins de la cause, il est également conçu avec un Enhanced Vision System, qui lui permet d'augmenter la visibilité dans des environnements adverses ou en cas de mauvaise météo. L'appareil est capable d'établir des communications commerciales et militaires grâce à ses équipements complexes. L'armée américaine utilise le C-37A avec un équipage composé de deux pilotes, d'un ingénieur de vol, d'un opérateur de communications radios et d'un agent de bord.